# ATP Challenger Saransk
Das ATP Challenger Saransk (offiziell: Mordovia Cup) war ein Tennisturnier, das von 2003 bis 2010 jährlich in Saransk stattfand. Es gehörte zur ATP Challenger Tour und wurde im Freien auf Sand gespielt. Die Russen Jewgeni Kirillow und Michail Jelgin gewannen im Doppel das Turnier jeweils zweimal. Jelgin gewann zusätzlich einmal die Einzelkonkurrenz.

## Liste der Sieger

### Einzel
| Jahr | Sieger                 | Finalgegner                 | Ergebnis       |
| ---- | ---------------------- | --------------------------- | -------------- |
| 2010 | Iwan Serhejew          | Marek Semjan                | 7:62, 6:1      |
| 2009 | Íñigo Cervantes Huegun | Jonathan Dasnières de Veigy | 7:5, 6:4       |
| 2008 | Michail Jelgin         | Denis Istomin               | 7:66, 3:6, 6:3 |
| 2007 | Michail Kukuschkin     | Iwan Serhejew               | 6:3, 6:1       |
| 2006 | Igor Sijsling          | Farrux Doʻstov              | 7:68, 6:4      |
| 2005 | Igor Kunizyn           | Boris Pašanski              | 7:5, 6:4       |
| 2004 | Ladislav Švarc         | Stefan Wauters              | 6:2, 6:74, 6:0 |
| 2003 | Martin Štěpánek        | Michal Mertiňák             | 6:1, 6:1       |

### Doppel
| Jahr | Sieger                                  | Finalgegner                                | Ergebnis          |
| ---- | --------------------------------------- | ------------------------------------------ | ----------------- |
| 2010 | Ilja Beljajew Michail Jelgin (2)        | Denys Moltschanow Artem Smyrnow            | 3:6, 7:66, [11:9] |
| 2009 | Michail Jelgin (1) Jewgeni Kirillow (2) | Alexei Kedrjuk Denis Mazukewitsch          | 6:1, 6:2          |
| 2008 | Denis Istomin Jewgeni Kirillow (1)      | Alexander Krasnoruzki Denis Mazukewitsch   | 6:2, 7:69         |
| 2007 | Antal van der Duim Boy Westerhof        | Alexei Kedrjuk Uros Vico                   | 6:2, 7:63, [11:9] |
| 2006 | Alexei Kedrjuk Orest Tereschtschuk      | Robin Haase Dekel Valtzer                  | 6:4, 5:7, [10:5]  |
| 2005 | Flavio Cipolla Simon Stadler            | Konstantin Krawtschuk Alexander Kudrjawzew | 7:62, 4:6, 7:63   |
| 2004 | Alexei Kedrjuk Vadim Kutsenko           | Kirill Iwanow-Smolenski Andrei Stoljarow   | 6:1, 3:6, 6:4     |
| 2003 | Kornél Bardóczky Martin Štěpánek        | Łukasz Kubot Orest Tereschtschuk           | 7:63, 6:3         |